# Atol Palmyra
L'atol Palmyra (en anglès Palmyra Atoll) és un territori de l'oceà Pacífic administrat pels Estats Units d'Amèrica, que consta oficialment com a incorporat i no organitzat (és a dir, està sota sobirania nord-americana i s'hi aplica la Constitució, però no s'especifica com ha de ser governat), i s'inclou a les illes d'Ultramar Menors dels EUA.
Geogràficament està situat a l'arxipèlag de les illes de la Línia.
La superfície total és de 12 km². Componen el territori diverses illes i illots. Està deshabitat. Hi ha abundant vegetació del tipus equatorial, com els cocoters. Des del 2001 la natura hi és oficialment protegida (Palmyra Atoll National Wildlife Refuge).
El 1798 Palmyra va ser albirat per primera vegada pel capità nord-americà Edmund Fanning. El capità es va despertar a mitjanit i va ordenar aturar el vaixell perquè tenia un pressentiment. A la matinada van veure que es trobaven només a mitja hora d'estavellar-se contra els esculls. Oficialment la descoberta s'acredita, el 1802, al capità Sawle, del Palmyra (vaixell del qual deriva el nom de l'atol). Poc després un balener nord-americà hi va rescatar un nàufrag moribund espanyol que va explicar que era l'únic supervivent d'un vaixell pirata que hi havia enterrat un botí d'or. Això va atreure diversos buscadors de tresors, però mai se n'ha trobat cap.
El 1862 el rei de Hawaii, Kamehameha IV, hi va organitzar una expedició que va prendre possessió de Palmyra i el va annexionar a Hawaii formalment.
El 1898 Palmyra va ser annexionat als EUA, ja que també s'havia fet el mateix amb les illes Hawaii. Va ser propietat privada d'una família hawaiiana durant un segle, i avui dia ho és d'un grup ecologista.
Actualment, es diu que és l'illa més maleïda i plena de supersticions. Durant la segona guerra mundial un grup de militars americans es van instal·lar a l'illa per veure s'hi venien avions japonesos i molt sovint els militars tenien un comportament molt estrany. Es barallaven molt sovint, sempre estaven de mal humor i una dotzena d'ells es van suïcidar o demanar que els traguessin de l'illa. La majoria afirmaven que a l'illa hi ha un animal sobrenatural que els vigilava.